# Nachal Roš Pina
Nachal Roš Pina (hebrejsky: נחל ראש פינה) je vádí o délce cca 11 kilometrů v Izraeli.
Začíná na východních svazích hory Har Kana'an poblíž města Safed v Horní Galileji. Směřuje pak k východu a prochází městem Roš Pina, kde vstupuje do nížiny v údolí řeky Jordán. Stáčí se k severovýchodu, z jihu míjí obec Mišmar ha-Jarden. Ústí do řeky Jordán cca 1,5 kilometru pod mostem Bnot Ja'akov na úpatí Golanských výšin. Na trase Nachal Roš Pina se nachází pramen nazývaný Ejn Gaj Oni (עין גיא אוני), arabsky Ajn Abu Chalil. Podle legendy z něj pil biblický Abrahám při cestě z Mezopotámie do Kanaánu. V 19. století u pramene pobývali první novověcí židovští osadníci, kteří zakládali dnešní osadu Roš Pina.